# Diga di Futatsuya-Tōshukō
La diga di Futatsuya-Tōshukō (二ツ谷町のダム?, Futatsuya-Tōshukō damu) è una diga nella prefettura di Fukui in Giappone, completata nel 2005.